# Kastryčnickaja (metropolitana di Minsk)
La stazione Kastryčnickaja (Кастрычніцкая), in russo Oktjabr'skaja (Октябрьская), è una stazione della metropolitana di Minsk, sulla linea Maskoŭskaja.